# Bosch en Duin
Pour les articles homonymes, voir Bosch.
Bosch en Duin est un village situé dans la commune néerlandaise de Zeist, dans la province d'Utrecht. Le 1er janvier 2006, le village comptait 2 540 habitants.